# Concours international de piano Naumburg
Le Concours international de piano Naumburg (Naumburg International Piano Competition) est un concours parrainé par la fondation Walter W. Naumburg. Destiné aux jeunes pianistes âgés de 17 à 32 ans, il se tient depuis 1926, à New York, aux États-Unis . C'est l'une des plus anciennes compétitions de musique au monde. Il a aidé à lancer la carrière de certains grands pianistes du XXe siècle, tels que Jorge Bolet, William Kapell, Abbey Simon, Theodore Lettvin, Constance Keene, Adele Marcus, Kun-Woo Paik, Theodore Lettvin et Stephen Hough, parmi beaucoup d'autres. 
En raison de sa riche et longue histoire, il est considéré comme l'un des concours les plus prestigieux de son genre dans le monde. Il a été décrit par le New York Times comme « dans sa manière tranquille, le plus prestigieux de tous. » .
Le concours de piano est dédié aux idéaux énoncés par Walter Naumburg, comme le sont les autres concours parrainés par la fondation – des récompenses en interprétation soliste et en musique de chambre, enregistrements de compositeur, de direction. Naumburg a cru qu'un tel concours n'était pas uniquement pour le profit des nouvelles étoiles, mais serait un encouragement pour les talentueux jeunes artistes de tenir un rôle essentiel dans le développement d'excellence musicale la plus élevée à travers le monde. La compétition pour soliste est en rotation d'une année à l'autre, englobant le piano, le violon, le violoncelle et la voix. Le concours de piano a lieu actuellement tous les cinq ans. 
Le gagnant reçoit habituellement un prix en argent, une série de concerts, de gestion, un contrat d'enregistrement et ses débuts au sein des sites de musique classique de New York. Ces dernières années, le bureau de la fondation a entrepris de gérer les nouveaux gagnants pour deux saisons, c'est-à-dire jusqu'à ce qu'un agent commercial soit intéressé.

## Finalistes
Liste complète des finalistes 
- 1926 Premier prix – Sonia Kalka, Margaret Hamilton.
- 1927 Premier prix – Dorothy Kendrick, William Sauber.
- 1928 Premier prix – Adele Marcus.
- 1930 Premier prix – Ruth Culbertson.
- 1932 Premier prix – Dalies Frantz, Huddie Johnson.
- 1933 Premier prix – Catherine Carver.
- 1935 Premier prix – Judith Sidorsky.
- 1937 Premier prix – Jorge Bolet, Ida Krehm.
- 1939 Premier prix – Zadel Skolovsky.
- 1940 Premier prix – Abbey Simon, Thomas Richner.
- 1941 Premier prix – William Kapell.
- 1942 Premier prix – Annette Elkanova.
- 1943 Premier prix – Constance Keene, Ruth Geiger
- 1944 Premier prix – Jeanne Therrien.
- 1946 Premier prix – Leonid Hambro, Jeanne Rosenblum.
- 1947 Premier prix – Abba Bogin, Jane Carlson.
- 1948 Premier prix – Theodore Lettvin.
- 1950 Premier prix – Margarte Barthel.
- 1951 Premier prix – June Kovach.
- 1954 Premier prix – William Doppmann, Jean Wentworth.
- 1956 Premier prix – George Katz.
- 1958 Premier prix – Joseph Schwartz.
- 1959 Premier prix – Howard Aibel, Ralph Votapek.
- 1971 Premier prix – Kun-Woo Paik, Zola Shaulis.
- 1974 Premier prix – Andre-Michel Schub.
- 1975 Premier prix – Dickran Atamian.
- 1979 Premier prix – Peter Orth.
- 1983 Premier prix – Stephen Hough.
- 1987 Premier prix – Anton Nel.
- 1992 Premier prix – Awadagin Pratt.
- 1997 Premier prix – Steven Osborne. Anthony Molinaro.
- 2002 Premier prix – Gilles Vonsattel.
- 2010 Premier prix – Soyeon Lee.